# Ano Natsu de Matteru
Ano Natsu de Matteru (あの夏で待ってる, lit. "Esperando Naquele Verão") é um anime do estúdio J.C. Staff, dirigido por Tatsuyuki Nagai. Ele foi ao ar entre janeiro e março de 2012. Foi licenciado na América do Norte pela Sentai Filmworks. Uma adaptação em mangá ilustrada por Pepako Dokuta foi serializada na revista Dengeki Daioh da ASCII Media Works entre março de 2012 e fevereiro de 2013.

## História
Enquanto Kaito Kirishima está testando sua câmera 8 mm, ele misteriosamente é atingindo por uma explosão misteriosa e acaba morrendo. Porém, Kaito acorda no dia seguinte, perfeitamente bem, com poucas recordações do que realmente aconteceu no acidente. Conversando com seus amigos na escola, decide fazer um filme durante o verão e convida duas alunas mais velhas para participarem do projeto: a recém-chegada Ichika Takatsuki e a estranha Lemon Yamano. No entanto, Ichika não é uma garota normal, sendo que é de outro planeta e esconde sua identidade, dizendo que é uma estrangeira que decidiu estudar no Japão.

## Mídia

### Anime
O anime Ano Natsu de Matteru foi dirigido por Tatsuyuki Nagai e produzido por J.C.Staff e Genco, indo ao ar no Japão em 10 de janeiro de 2012 pelos canais TV Aichi e KBS. O roteiro foi escrito por Yōsuke Kuroda e o character design ficou por conta de Taraku Uon. A maioria das músicas foram produzidas por Maiko Iuchi, que também contaram com a colaboração de outros membros da I've Sound, e o diretor de som foi Jin Aketagawa. O tema de abertura é "Sign" por Ray, com letras por  Kotoko e composição por Shinji Orito da Key. O tema de encerramento é "Vidro Moyō" (ビードロ模様) por Nagi Yanagi, que também escreveu a letra, e é composta por Tomoyuki Nakazawa da I've Sound. O single desta foi lançado em 29 de fevereiro de 2012. O anime foi licenciado na América do Norte pela Sentai Filmworks. A Madman Entertainment licenciou a série na Austrália e Nova Zelândia. Um original video animation foi lançado no box Blu-ray em 29 de agosto de 2014.

### Web rádio
Um programa de web rádio para divulgar Ano Natsu de Matteru chamado Ichika to Rinon no Natsu Machi Radio (イチカとりのんのなつまちラジオ) teve uma pré-emissão em 26 de dezembro de 2011. Ele foi transmitido por 12 semanas entre 16 de janeiro e 30 de abril de 2012. Produzido por Hibiki Radio Station, o programa foi apresentado por Haruka Tomatsu e Rina Hidaka, dubladores de Ichika Takatsuki e Rinon, respectivamente.

### Mídia impressa
Uma adaptação em mangá ilustrada por  Pepako Dokuta foi serializada entre março de 2012 e fevereiro de 2013 através da revista Dengeki Daioh da ASCII Media Works. O primeiro volume tankōbon foi lançado em 27 de março de 2012; dois volumes foram lançados até 27 de agosto de 2012. O terceiro e último volume foi lançado em 27 de fevereiro de 2013. Duas light novels, lançadas em 22 de março e 23 de julho de 2012, respectivamente, escritas por Ichika Toyogawa com ilustrações por Taraku Uon, foram publicadas pela Media Factory. Um art book intitulado The Art of Natsu de Matteru (The Art of あの夏で待ってる) foi publicado pela Mitsumura Suiko Shoin em 18 de julho de 2012.